# Rami Sarmasto
Rami Sarmasto (24 de agosto de 1938 – 13 de febrero de 1965) fue un actor y músico finlandés, conocido como el James Dean finlandés a causa de su temprana muerte por un accidente de circulación.

## Biografía
Su verdadero nombre era Raimo Sulo Virtanen, y nació en Sauvo, Finlandia.
Graduado en la Academia de Teatro de la Universidad de las Artes de Helsinki en 1958, fue actor en el Kaupunginteatteri de Turku. Entre los papeles que representó figura el principal en la obra de William Shakespeare El sueño de una noche de verano. Hizo también algunas actuaciones cinematográficas, siendo su trabajo más destacado el que hizo en la cinta dirigida por Valentin Vaala Nuoruus vauhdissa (1961).
Por su trabajo, el Club Teatral de Turku le concedió como premio una estatua Esko en los años 1962 y 1963.
Sarmasto compuso dos canciones interpretadas por Tamara Lund, Sinun omasi y Tyttö kaivolla. Sinun omasi fue lanzada el 16 de marzo de 1965 grabada por Lund. La canción fue también interpretada por Tapani Kansa, Taneli Mäkelä y Eino Grön, entre otros, así como por Maria Lund, hija de Tamara. La menos conocida Tyttö kaivolla es un dúo de Tamara Lund y Sarmasto. Fue la única grabación de Sarmasto. 
Sarmasto mantenía una relación sentimental con Tamara Lund, con la que se iba a casar. Sin embargo, apenas dos semanas antes de la boda, en febrero de 1965 la pareja viajaba por la autopista 2 rumbo a un concierto en Hiittenharju, cuando su coche chocó con un vehículo de gran tamaño que se aproximaba en Humppila, Sarmasto murió a causa del accidente,con apenas 26 años de edad. Está enterrado en el Cementerio de Turku.

## Filmografía (selección)
- 1957 : Nummisuutarit
- 1958 : Sotapojan heilat
- 1958 : Nuori mylläri
- 1961 : Nuoruus vauhdissa